# جزر يمنية
الجزر اليمنية تنتشر في المياه الإقليمية لليمن، ولها تضاريسها ومناخها وبيئتها الخاصة وأكثر هذه الجزر تقع في البحر الأحمر من أهمها: جزيرة كمران وهي أكبر جزيرة مأهولة في البحر الأحمر، وجزر أرخبيل حنيش وجزيرة ميون وهي ذات موقع استراتيجي في مضيق باب المندب البوابة الجنوبية للبحر الأحمر ومن أهم الجزر في البحر العربي أرخبيل سقطرى وتعتبر جزيرة سقطرى أكبر جزر هذا الأرخبيل والذي يشمل إضافة إلى جزيرة سقطرى جزر سمحة ودرسة وعبد الكوري وتتميز جزيرة سقطرى بكثرة تنوعها الحيوي حيث تقدر نباتات سقطرى على اليابسة بحوالي 680 نوعاً.

## البيئة
تزايد الاهتمام بقضايا البيئة منذ قيام الوحدة اليمنية عام 1990 م في شهر مايو حتى أصبحت من القضايا الحيوية ومثار اهتمام الجميع مسئولين ومواطنين. وتدرك الحكومة أن المحافظة على البيئة ليست قضية اليوم فقط بل إنها أكثر ارتباطاً بالمستقبل القريب والبعيد وتمس مقدرات الأجيال القادمة. وقد انعكس الاهتمام الرسمي في إنشاء مجلس حماية البيئة كجهاز إشرافي وتنسيقي معني بوضع السياسات البيئية والتشريعات والمعايير البيئية، ومتابعة التغيرات في أوضاع البيئة، واقتراح المعالجات للمشكلات البيئية، وتأهيل الكوادر، وتعزيز التوعية البيئية. وقد أكد قانون حماية البيئة لعام 1995م هذه المهام وأضاف إليها مسئولية الرصد والرقابة البيئية ومتابعة تنفيذ التشريعات البيئية.
ورافق الاهتمام الرسمي استجابةً شعبيةً حيث أنشئت العديد من الجمعيات الأهلية مثل الجمعية اليمنية لحماية البيئة، وجمعية أنصار البيئة، وجمعية النحل لحماية البيئة، وجمعية حماية الآثار والسواحل، وجمعية حماية الطيور، بالإضافة إلى تزايد اهتمام الباحثين والدارسين بالقضايا البيئية وتكوين تنظيمات أصدقاء البيئة في عدد من المدارس.

## التنوع الحيوي
تمتاز البيئة اليمنية بتنوعها الحيوي حيث لعب الموقع المتميز لليمن على ملتقى ثلاث مناطق حيوية بالإضافة إلى تدرج بيئاتها التضاريسية من الجبال إلى السهول فالصحارى حتى الجزر البركانية في إنتاج تنوع حيواني غزير سواء في بيئة البر أو البيئة البحرية، فقد أدى تنوع المناخ في المناطق اليمنية إلى تنوع بيئي في أشجار الحراجيات والنباتات المختلفة وأنواع الحيوانات والطيور، كما تعد جزيرة سقطرة ذات تميز بيئي حيث يمثل أحد النظم البيئة العالمية المتعارف عليها حيث توجد في الجزيرة نباتات وطيور وحيوانات مستوطنة لا تتوافر في مناطق أخرى من العالم مثل شجرة دم الأخوين، والقط السقطري، والعشرات من أنواع النباتات الأخرى التي تتميز بها الجزيرة، وفيما يتعلق بالبيئة البحرية فهناك تعدد فيها نتج عن موقع اليمن الذي يشرف على بحرين لكل منهما خصائصه البيئية المختلفة.
وتعد اليمن من أغنى دول المنطقة العربية بالتنوع الحيوي فقد ساهم الموقع الجغرافي ومعالم التنوع الطوبغرافي في وجود تنوع كبير في البيئة الطبيعة كما أدت التغيرات المناخية التي شهدتها اليمن منذ أزمان مختلفة إلى وجود تنوع نباتي يتميز بفنائه وعدم تجانسه.
وتشير البيانات إلى أن عدد أنواع النباتات في اليمن بلغ (3000) نوع بينها قرابة (10%) نباتات مستوطنة وهناك (850) نوع من النباتات في جزيرة سقطرة منها حوالي (293) نوع منها مستوطن ومعظمها من النباتات العصارية.
وقد سجلت الدراسات (71) نوعاً من الثديات البرية تعود إلى (8) رتب حيوانية بما فيا الخفاشيات كما سجلت الدراسات (5) أنواع من الغزلان في اليمن وأكثرها شيوعاً هو غزلان «الآدمي» أو الغزال الجبلي الغربي، أما الأنواع الأربعة الأخرى فهي نادرة جداً عند ملتقى ثلاث مناطق حيوية.
وكما لعب موقع اليمن في إحداث تنوع حيواني فقد ساهم أيضاً في وجود أصناف من الطيور ذات خليط من المواقع الثلاثة، خصوصاً وأنه يعد نقطة توقف للطيور المهاجرة. كما أدي العزل الجغرافي بحرياً وصحراوياً إلى إنتاج (13) نوع مستوطن أو شبه مستوطن من الطيور.
وتسجل الدراسات البيئة ما بين (370) إلى (400) نوع من الطيور منها (190) نوعاً في جزيرة سقطرى (6) أنواع منها مستوطنة و (11) نوع يشتبه في أنها مستوطنة.
وبرغم إشارة المختصين في مجال البيئة والتنوع الحيوي إلا أن البرمائيات والزواحف اليمنية لم تحظ بنفس الدراسة التي حظيت بها الطيور والثديات إلا أنهم يؤكدون أن هناك أنواعاً جديدة من البرمائيات والزواحف ما زالت تُكتشف وتُوصف بصورة مستمرة.
ويبلغ عدد أنواع البرمائيات المسجلة في اليمن (117) نوعاً منها (8) أنواع من البرمائيات تتعلق بـ (54) جنس و (18) عائلة.
ويحدد المختصون أنواع الزواحف في (71) نوعاً من السحالي، (28) نوعاً من الثعابين، و (3) أنوع من البرمائيات. وتقسم أنواع السلاحف في اليمن إلى (6) أنواع منها نوع واحد بري ونوع واحد يتواجد في المياه العذبة و (4) أنواع من السلاحف البحرية.
كما تم تسجيل حوالي (3000) نوع من العناكب البرية، (18) نوع من الحشرات الرعاشة في جزيرة سقطرى، (16) منها تعتبر مستوطنة في الجزيرة ولا توجد في أي مكان آخر من العالم، وفي مجال التنوع الحيوي الزراعي تم تسجيل (40) صنفاً من التمور إلى جانب أعداد كبيرة من أصناف البن والعشرات من أصناف العنب.

## الاتفاقيات الدولية في مجال البيئة
تحترم الجمهورية اليمنية باعتبارها عضواً في المجتمع الدولي وطرفاً في العديد من الاتفاقيات الدولية الالتزامات المنصوص عليها في تلك الاتفاقيات بما في ذلك تعزيز التعاون الدولي والإقليمي بأشكاله المختلفة. وبالرغم من ذلك فإن الإطار العريض الذي ينظم العمل في هذا المجال ينعكس في روح ومبادئ وأهداف الميثاق العالمي للطبيعة الذي اعتمدته الجمعية العامة للأمم المتحدة في عام 1983م بوصفه القاعدة الأخلاقية لحماية البيئة البشرية وصيانة الموارد الطبيعية. ومن الاتفاقيات الدولية في هذا المجال والتي أصبحت اليمن طرفاً فيها التالي:
الاتفاقية الإطارية للتغيير المناخي. 
الاتفاقية الدولية للتنوع البيولوجي. 
بروتوكول «مونتريال» بشأن المواد المستنفذة لطبقة الأوزون. 
تعديل لندن كوبنهاغن. 
اتفاقية «فينا» لحماية طبقة الأوزون. 
اتفاقية بازل لمراقبة النفايات الخطرة والتخلص منها. 
الاتفاقية الدولية لمكافحة التصحر. 
الاتفاقية الدولية للمحافظة على الحيوان والنباتات البرية المهددة بالانقراض.

## أهم الجزر
| صورة | أرخبيل/مجموعة     | الجزيرة        | الاسم  | المساحة كم² | المساحة ميل² | السكان |
| ---- | ----------------- | -------------- | ------ | ----------- | ------------ | ------ |
|      | أرخبيل سقطرى      |                | سقطرى  | 3,796       | 1,466        | 60,000 |
|      | أرخبيل سقطرى      | عبد الكوري     | 133    | 51          | 450          |        |
|      | أرخبيل سقطرى      | سمحة           | 40     | 15          | 100          |        |
|      | أرخبيل سقطرى      | درسة           | 7.5    | 2.89        | 0            |        |
|      | أرخبيل سقطرى      | شمال كعل فرعون | 0.17   | 0.06        | 0            |        |
|      | أرخبيل سقطرى      | جنوب كعل فرعون | 0.12   | 0.04        | 0            |        |
|      | أرخبيل سقطرى      | صابور          | 0.05   | 0.01        | 0            |        |
|      | جزر حنيش          |                | زقر    | 120         | 46.2         | 0      |
|      | جزر حنيش          | حنيش الكبرى    | 65     | 25.1        | 0            |        |
|      | جزر حنيش          | حنيش الصغرى    | 9      | 3.4         | 0            |        |
|      | جزر حنيش          | الممالح        | 3.16   | 1.2         | 0            |        |
|      | مجموعة جزر الزبير |                | الزبير | 14          | 5.4          | 0      |
|      | مجموعة جزر الزبير | جبل الطير      | 11.48  | 4.43        | 0            |        |
|      | كمران             |                | كمران  | 108         | 41.7         | 2,200  |
|      | باب المندب        |                | ميون   | 13          | 5.01         | 221    |